# Primitive Man
Primitive Man is het tweede studioalbum van de Australische muziekgroep Icehouse.

## Inleiding
Icehouse bestond destijds slechts uit één man, Iva Davies. Die speelde samen met muziekproducent Ken Forsey het album vol. Het album betekende de doorbraak van Icehouse in Australië en ook Europa, mede dankzij de singles Great Southern land, Hey Little Girl en in mindere mate ook Street Café. Om het album te promoten schakelde Davies Michael Hoste (toetsen) en John Lloyd (drums)  (oud-leden) in en nieuwe musici Robert Kretschmer (gitaar), Guy Pratt (bas) en Andy Qunta (toetsen). Guy Pratt zou later opduiken bij Pink Floyd van David Gilmour. De singles Hey Little Girl en Street Café kregen videoclips mee van de hand van Russell Mulcahy.
Het album haalde in Nieuw-Zeeland (een eerste plaats in 44 (!) weken notering), Australië (een derde plaats) hoge noteringen; op flinke afstand gevolgd door de Verenigde Staten (plaats 129) en Verenigd Koninkrijk (64). Een andere uitschieter qua hitnotering was Duitsland waar het een vijfde plaats. In Nederland stond het zes weken genoteerd met als hoogste plaats 29 in de Album Top 50.
In 1982 verscheen het album op elpee. Toen de single Hey Little Girl een groot succes bleek, kwam er een nieuwe persing voor de VS en Engeland. Die kreeg de titel Love in Motion mee (de titel van de B-kant van de single in sommige landen). De volgorde van de tracks werd aangepast en Love in Motion kwam op het album, waarbij Break These Chains verviel.
In 1983 kwam Icehouse naar Nederland waarbij aan de hand van een concert in de Melkweg dagblad Trouw de band omschreef als steriel, weinig om het lijf hebbend.. De Volkskrant bij monde van Elly de Waard vond het gezichtsloos, en net als Trouw vond ze het een zwakke kopie van Bryan Ferry en Roxy Music. Fons Dellen had het album in Het Parool van 10 november 1981 als inhouds- en emotieloos binnen de namaak-elektrowave neergezet.
Latere heruitgaven kregen weer de originele titel en kregen soms aanvullende tracks mee; deze bestonden voornamelijk uit remixen. 

## Musici
- Iva Davies – zang, muziekinstrumenten
- Ken Forsey – aanvullende percussie

## Muziek
| Nr. | Titel                  | Duur |
| --- | ---------------------- | ---- |
| 1.  | Great Southern Land    | 5:19 |
| 2.  | Uniform                | 4:14 |
| 3.  | Street Café            | 4:13 |
| 4.  | Hey Little Girl        | 4:25 |
| 5.  | Glam (instrumental)    | 3:27 |
| 6.  | Trojan Blue            | 5:03 |
| 7.  | One by One             | 4:02 |
| 8.  | Break These Chains     | 3:43 |
| 9.  | Mysterious Thing       | 4:26 |
| 10. | Goodnight Mr. Matthews | 4:00 |

Goodnight Mr. Matthews was een heropname van een nummer dat als B-kant werd geperst op de single Love in Motion. 

| Nr. | Titel                | Duur |
| --- | -------------------- | ---- |
| 1.  | Uniform              | 4:15 |
| 2.  | Street Café          | 4:13 |
| 3.  | Hey Little Girl      | 4:25 |
| 4.  | Glam (instrumental)  | 3:27 |
| 5.  | Great Southern Land  | 5:19 |
| 6.  | Trojan Blue          | 5:03 |
| 7.  | Love in Motion       | 4:02 |
| 8.  | Mysterious Thing     | 4:26 |
| 9.  | One by One           | 4:03 |
| 10. | Goodbye Mr. Matthews | 4:00 |